# Mengding Zhen
Mengding Zhen (kinesiska: 孟定, 孟定镇) är en köping i Kina. Den ligger i provinsen Yunnan, i den sydvästra delen av landet, omkring 400 kilometer sydväst om provinshuvudstaden Kunming. Antalet invånare är 102 992. Befolkningen består av 50 259 kvinnor och 52 733 män. Barn under 15 år utgör 23,0 %, vuxna 15-64 år 71 %, och äldre över 65 år 5,0 %.
Genomsnittlig årsnederbörd är 1 363 millimeter. Den regnigaste månaden är juli, med i genomsnitt 368 mm nederbörd, och den torraste är februari, med 9 mm nederbörd.